# Thank you, Love
Albums de Kana Nishino
to LOVE
(2010) Love place
(2012)
Singles
Thank you, Love est le 3e album solo de Kana Nishino, sorti sous le label SME Records Inc. le 22 juin 2011 au Japon.

## Présentation
L'album arrive 1er à l'Oricon. Il se vend à 178 006 exemplaires la première semaine et reste classé 67 semaines pour un total de 376 102 exemplaires vendus. Il contient quatre de ses singles et huit pistes inédites. Il sort au format CD et CD+DVD, sur le DVD on peut trouver les quatre clips de ses quatre singles.

## Liste des titres
| 1.  | Prologue ~Sunrise~         | Kana Nishino                  | DJ Mass, Kyoko Osako, Hiroshi Yoshida       | VIVID Neon*, Kyoko Osako                                        | 1:46 |
| 2.  | Esperanza                  | Kana Nishino                  | DJ Mass, Toshihiro Takita, Hiroshi Yoshida  | VIVID Neon*, Toshihiro Takita                                   | 5:23 |
| 3.  | Clap Clap!!                | Kana Nishino, DJ Mass         | DJ Mass, Kyoko Osako, Hiroshi Yoshida       | VIVID Neon*, Hiroshi Yoshida                                    | 3:32 |
| 4.  | Together                   | Kana Nishino                  | Shinquo Ogura                               | VIVID Neon*, Kyoko Osako, Tomoyuki Ogawa (arrangement du chœur) | 5:14 |
| 5.  | Distance                   | Kana Nishino                  | Mats Lie Skare, Fast Lane                   |                                                                 | 3:46 |
| 6.  | I'll be there              | Kana Nishino                  | Jonathan Rotem, Lolene Everett, Nasri Atweh | J.R.Rotem                                                       | 3:43 |
| 7.  | Flower                     | Kana Nishino, Saeki youthK    | Saeki youthK                                | Kotaro Egami                                                    | 5:52 |
| 8.  | Every Boy Every Girl       | Kana Nishino, DJ Mass, hiro:n | DJ Mass, Toshihiro Takita, hiro:n           | VIVID Neon*                                                     | 4:16 |
| 9.  | Where are you?             | Kana Nishino                  | Sky Beatz, Fast Lane, Lisa Desmond          |                                                                 | 3:17 |
| 10. | If                         | Kana Nishino, Giorgio 13      | Giorgio Cancemi                             | Giorgio Cancemi, Toko (arrangement du chœur)                    | 4:40 |
| 11. | Alright                    | Kana Nishino                  | Yuichi Hayashida                            | Yuichi Hayashida                                                | 5:01 |
| 12. | Kimi-tte                   | Kana Nishino                  | Saeki youthK                                | Kotaro Egami                                                    | 5:27 |
| 13. | Wishing                    | Kana Nishino                  | Yuichi Hayashida, Hiroshi Yoshida           | Yuichi Hayashida                                                | 4:40 |
| 14. | Epilogue ~Thank you, Love~ |                               | DJ Mass, Kyoko Osako, Hiroshi Yoshida       | VIVID Neon*, Kyoko Osako                                        | 1:12 |

| 1. | if (vidéo-clip)        |  | 4:40 |
| 2. | if (Making of)         |  | 4:40 |
| 3. | Kimitte (vidéo-clip)   |  | 5:27 |
| 4. | Kimitte (Making of)    |  | 5:27 |
| 5. | Distance (vidéo-clip)  |  | 3:46 |
| 6. | Distance (Making of)   |  | 3:46 |
| 7. | Esperanza (vidéo-clip) |  | 5:23 |
| 8. | Esperanza (Making of)  |  | 5:23 |